# 2024年のカナダ
2024年のカナダでは、2024年のカナダに関する出来事について記述する。

## 国王等
- 国王（イギリス国王が兼位）
  - 第7代: チャールズ3世 （2022年9月8日 - ）
- 総督
  - 第30代: メアリー・サイモン （2021年7月26日 - ）
- 首相
  - 第29代: ジャスティン・トルドー （カナダ自由党、2015年11月4日 - ）

## できごと

### 通年
- カナダ経済危機 (2022年-現在)（英語版）
- 2024年カナダの選挙カレンダー（英語版）
- 2024年のカナダの森林火災（英語版）

### 1月

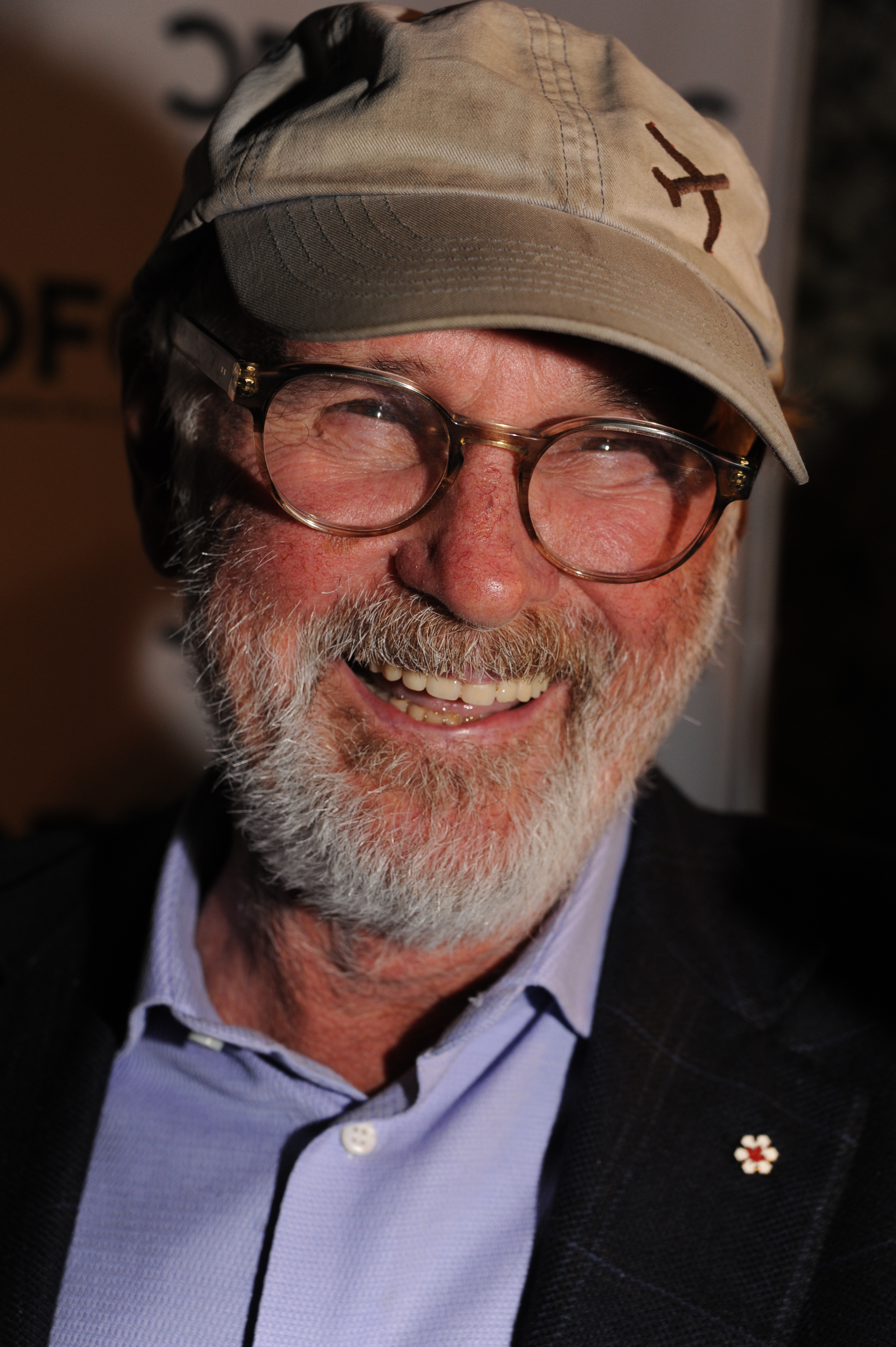
ノーマン・ジュイソン

- 1月1日 - 前年に創設されたプロフェッショナル・ウィメンズ・ホッケー・リーグの最初のシーズンとなる2023-24シーズンのPWHL（英語版）が開幕[1]。
- 1月16日～21日 - 2024年1月カナディアン・オープン (カーリング)（アルバータ州レッドディア）
- 1月24日 - ブリティッシュ・エアロスペースのジェットストリーム（英語版）がノースウエスト準州のフォートスミス空港（英語版）から離陸した直後に墜落し、乗客乗員7名のうち6名が死亡[2]。

### 2月
- 2月2日～18日 - 2024年世界水泳選手権
  - 2024年世界水泳選手権カナダ選手団（英語版）が出場

### 3月
- 3月4日 - 第27回トロント映画批評家協会賞（英語版）
- 3月6日 - オンタリオ州オタワの住宅で殺人事件が発生し、6人が死亡、1人が負傷[3]。
- 3月16日～24日 - 2024年世界女子カーリング選手権大会（ノバスコシア州シドニー (ノバスコシア州)センター200（英語版））
  - カナダ代表が6年ぶり18回目の優勝
- 3月18日～24日 - 2024年世界フィギュアスケート選手権（モントリオール・ベル・センター）

### 4月

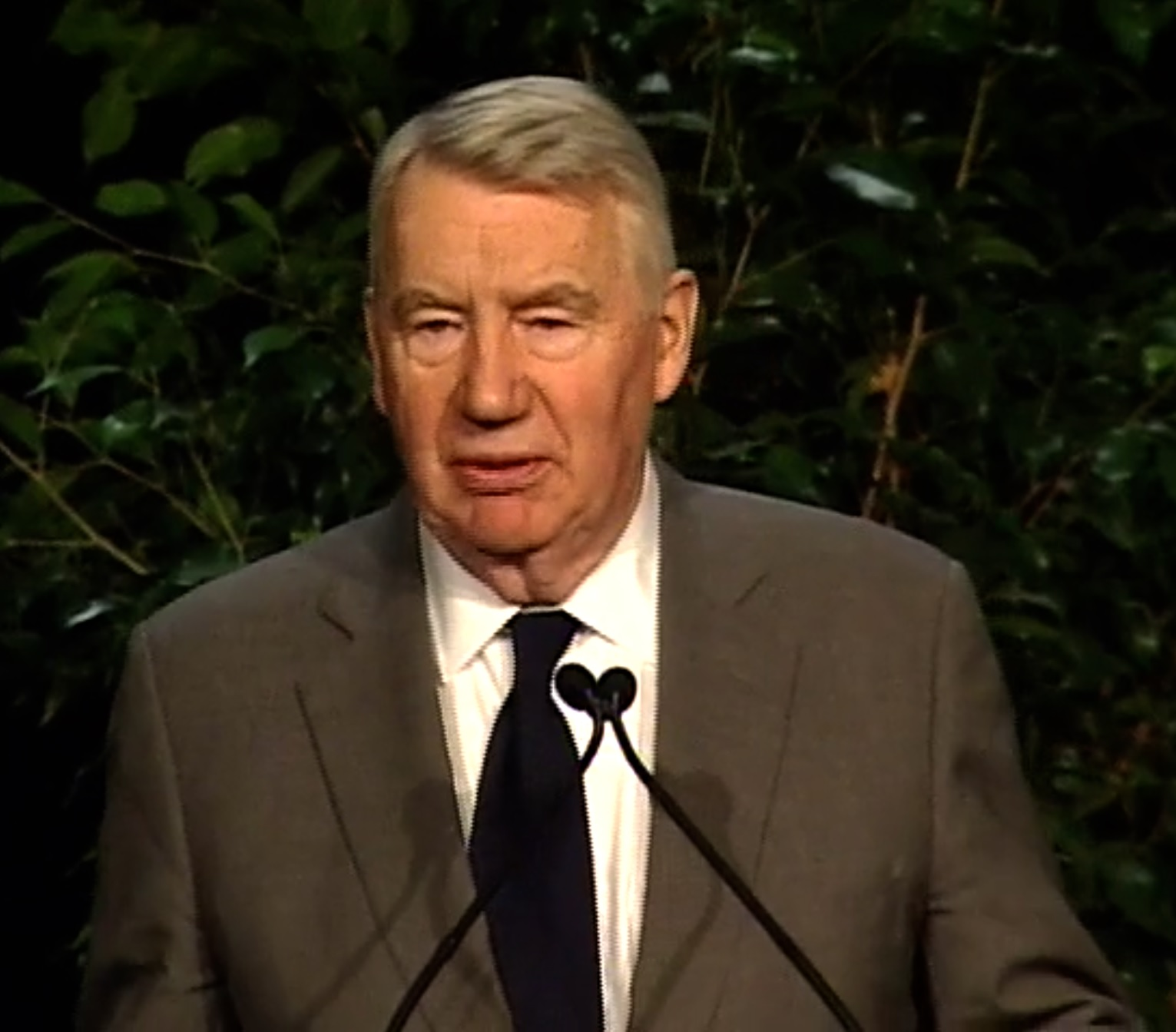
ロバート・マクニール

- 4月14日
- 2024年の女子アイスホッケー世界選手権（英語版）の決勝でカナダ代表がアメリカ代表をスコア6-5で破って2年ぶり13度目の優勝[4]。
  - 2023-2024シーズンのNBAのレギュラーシーズンの全日程が終了し、トロント・ラプターズは25勝57敗でカンファレンス12位、NBAプレーオフに進出することなくシーズンを終了[5]。
- 4月15日 - 2024年のWNBAドラフト（英語版）でアリーヤ・エドワーズ（英語版）が1巡目全体6位でワシントン・ミスティクスから指名された[6]。

### 6月
- 6月9日 - 2024年カナダグランプリ（ジル・ヴィルヌーヴ・サーキット）
- 6月24日 - NHL・2024年のスタンリーカップファイナル（英語版）でエドモントン・オイラーズがフロリダ・パンサーズに3勝4敗で敗れて準優勝、コーン・スマイス賞（MVP）はカナダ人でオイラーズのコナー・マクデビッド[7]。敗退チームの選手がコーン・スマイス賞を受賞したのは21年ぶり史上6人目。
- 6月26日 - 2024年のNBAドラフトでザック・イディーが1巡目全体9位でメンフィス・グリズリーズから指名された[8]。
- 6月27日 - 2024年FIVB男子バレーボールネーションズリーグの準々決勝でカナダ代表が日本代表にセット数0-3で敗れて敗退[9]。
- 6月28日 - 2024年のNHLドラフト（英語版）でマックリン・セレブリニ（英語版）がサンノゼ・シャークスから全体1位指名（英語版）された[10]。

### 7月
- 7月2日～7日 - 2024年カナダ・オープン (バドミントン)（アルバータ州カルガリー）
- 7月14日 - 2024年のMLBドラフトの1巡目全体27位でダンテ・ノリ（英語版）がフィラデルフィア・フィリーズから指名された[11]。
- 7月26日～8月11日 - 2024年パリオリンピック
  - 開会式でセリーヌ・ディオンが『愛の讃歌』を歌唱[12][13]。
  - 2024年パリオリンピックのカナダ選手団
  - サッカーカナダ女子代表のベブ・プリーストマン（英語版）監督が対戦相手国の非公開練習をドローンで偵察したとして、1年間の出場停止と勝ち点6が剥奪[14]。

### 8月
- 8月18日～25日 - 2024年世界ローイング選手権（英語版）（オンタリオ州セントキャサリンズ）

- 9月5日～15日 - 第49回トロント国際映画祭
- 9月27日～10月12日 - 女子ラグビー・WXV 2024を開催（ブリティッシュコロンビア州バンクーバー・BCプレイス）
  - ラグビー女子カナダ代表は2勝1敗で3位だった。

### 10月
- 10月25日～27日 - 2024/2025 ISUグランプリシリーズ・2024年スケートカナダ（ノバスコシア州ハリファックス）
  - カナダ人ではペアのディアナ・ステラート・マキシム・デシャン組、アイスダンスのパイパー・ギレス・ポール・ポワリエ組がそれぞれ優勝。

### 11月
- 11月5日～10日 - 2024年11月カナディアン・オープン (カーリング)（アルバータ州ニスク（英語版））
- 11月15日～12月17日 - 2024年カナダ郵便ストライキ（英語版）

### 12月

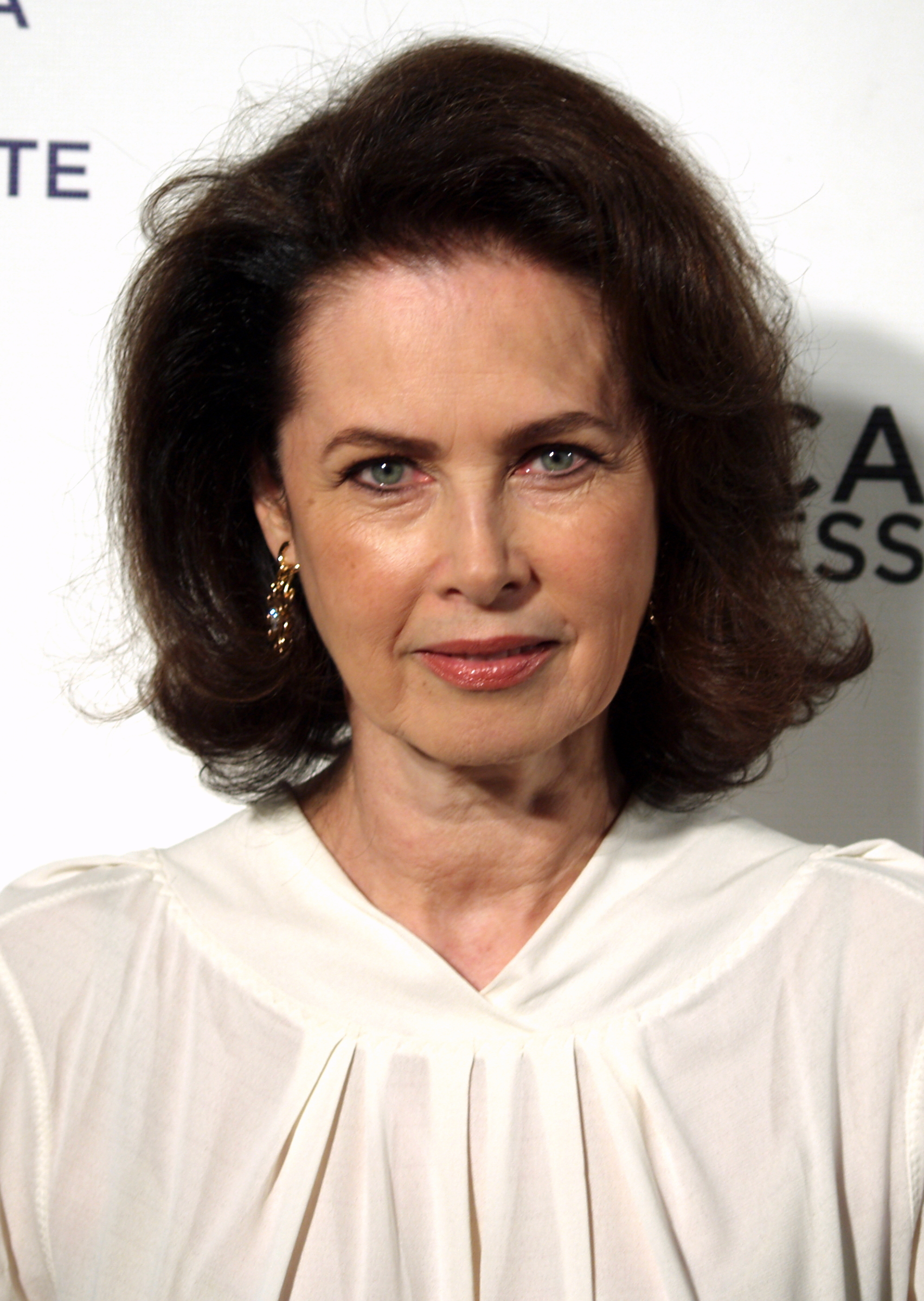
デイル・ハドン

- 12月16日 - クリスティア・フリーランド財務大臣兼副首相が政策の行き違いを理由に辞任（後任はドミニク・ルブラン（英語版））[15]。

## 死去

### 1月
- 1月1日 - ルネ・ヴェルジエ（英語版）：撮影監督（* 1934年）
- 1月4日 - ナンシー・マッケイ（英語版）：陸上競技選手 (短距離走)（* 1922年）
- 1月11日 - エド・ブロードベント（英語版）：政治家（* 1936年）
- 1月13日 - グレン・コクラン（英語版）：アイスホッケー選手 (D)、NHL通算411試合出場（* 1958年）
- 1月14日 - マーガレット・クロスランド：フィギュアスケート選手（* 1939年）
- 1月17日 - セルジュ・ラプラード（英語版）：歌手（* 1941年）
- 1月17日 - ブライアン・ブレット（英語版）：詩人、ジャーナリスト、編集者、小説家（* 1950年）
- 1月17日 - ショーン・バーバー（英語版）：陸上競技選手 (棒高跳)（* 1994年）
- 1月20日 - ノーマン・ジュイソン：映画監督、映画プロデューサー（* 1926年）

### 2月

ブライアン・マルルーニー

- 2月13日 - ジェリー・ジェームズ（英語版）：フットボール選手、カナディアンフットボール殿堂（英語版）：（* 1934年）（* 1934年）
- 2月22日 - ジャン＝ギイ・タルボット（英語版）：アイスホッケー選手 (D)、NHL通算801試合出場（* 1932年）
- 2月23日 - クリス・ゴーティエ（英語版）：俳優（* 1976年）
- 2月24日 - ケネス・ミッチェル：俳優（* 1974年）
- 2月26日 - ルシアン・ペラフィネ（英語版）：ファッションデザイナー（* 1945年）
- 2月29日 - ブッチャー・バション：プロレスラー（* 1937年）
- 2月29日 - ブライアン・マルルーニー：第24代首相（* 1939年）

### 3月
- 3月2日 - ティム・エクレストン（英語版）：アイスホッケー選手 (LW)、NHL通算126得点・233アシスト（* 1947年）
- 3月3日 - エレノア・コリンズ（英語版）：ジャズ歌手、テレビ司会者（* 1919年）
- 3月18日 - ジェニファー・リーク（英語版）：女優（* 1947年）
- 3月18日 - クリス・サイモン（英語版）：アイスホッケー選手 (LW)、NHL通算144得点・161アシスト（* 1972年）
- 3月19日 - レナード・フォレスト（英語版）：映画監督、詩人、エッセイスト（* 1928年）
- 3月23日 - ポール・マスニック（英語版）：アイスホッケー選手 (C)、NHL通算232試合出場（* 1931年）
- 3月24日 - ゴードン・シングルトン：自転車競技選手（* 1956年）
- 3月25日 - デイブ・フォーブス（英語版）：アイスホッケー選手 (LW)、NHL通算363試合出場（* 1948年）

### 4月
- 4月1日 - アン・イニス・ダッグ（英語版）：動物学者、フェミニスト（* 1933年）
- 4月5日 - フィル・ニモンズ（英語版）：ジャズ・クラリネット奏者、作曲家（* 1923年）
- 4月12日 - ロバート・マクニール（英語版）：ジャーナリスト、作家、キャスター、カナダ勲章、テレビの殿堂（* 1931年）
- 4月18日 - ヘレン・ドアン（英語版）：スーパーセンテナリアン（* 1911年）
- 4月23日 - エド・チャドウィック（英語版）：アイスホッケー選手 (G)、NHL通算184試合出場（* 1933年）
- 4月24日 - ボブ・コール（英語版）：スポーツキャスター（* 1933年）
- 4月28日 - アラン・スカーフ（英語版）：俳優、舞台監督（* 1946年）
- 4月30日 - ジェローム・バーコウ：人類学者（* 1944年）

### 5月

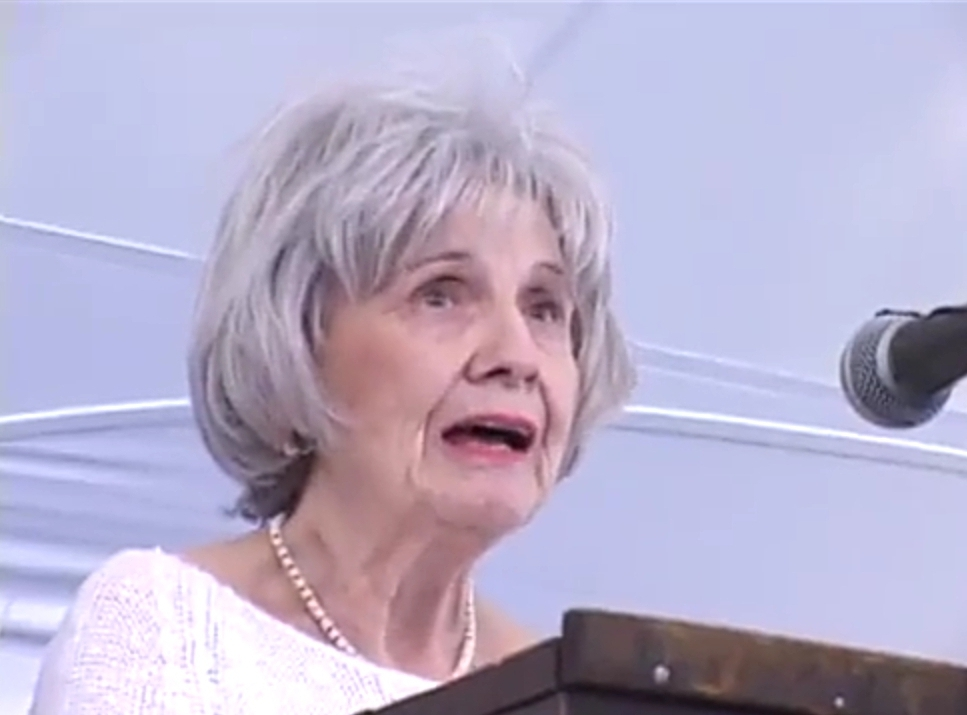
アリス・マンロー

- 5月10日 - ジム・ピーターソン（英語版）：政治家、国際貿易担当大臣（* 1941年）
- 5月11日 - ロン・エリス（英語版）：アイスホッケー選手 (RW)、NHL通算332得点・308アシスト（* 1945年）
- 5月13日 - アーサー・アービング（英語版）：実業家（* 1930年）
- 5月13日 - アリス・マンロー：小説家、脚本家、2013年にノーベル文学賞受賞（* 1931年）
- 5月25日 - アルバート・S・ラディ：映画プロデューサー（* 1930年）

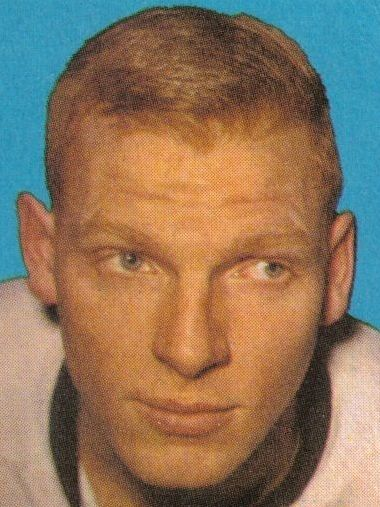
ビル・ヘイ

- 5月29日 - カユーチェ（英語版）：シンガーソングライター（* 1949年）
- 5月31日 - ロバート・ピックトン（英語版）：連続殺人犯（* 1949年）

### 6月
- 6月15日 - エリック・カヌエル（英語版）：映画・テレビ監督（* 1961年）

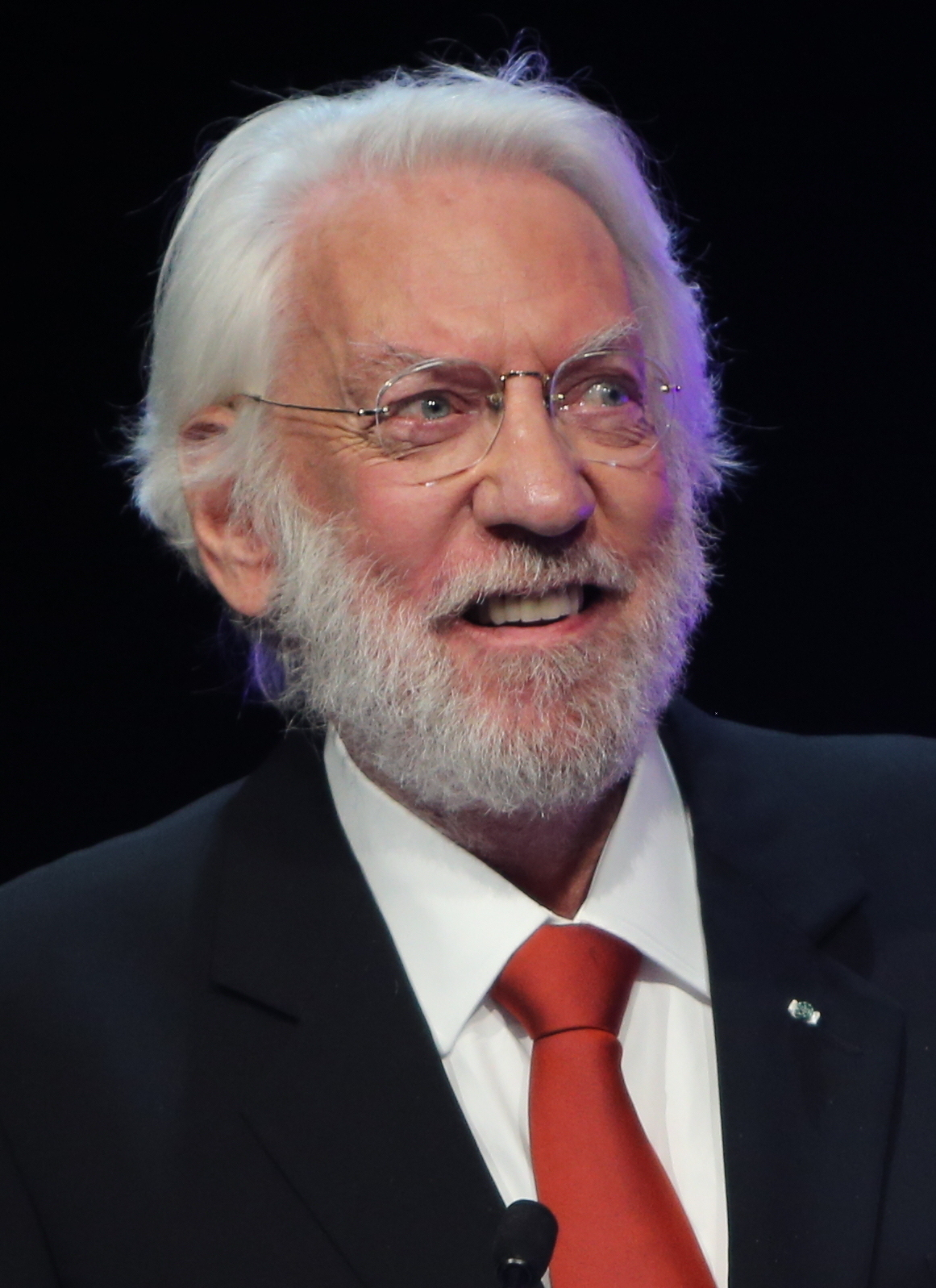
ドナルド・サザーランド

- 6月20日 - ドナルド・サザーランド：俳優（* 1935年）
- 6月28日 - マーティ・パベリッチ（英語版）：アイスホッケー選手 (LW)、NHL通算93得点・159アシスト（* 1927年）

### 7月
- 7月2日 - リック・クラフ（英語版）：ジャーナリスト（* 1950年）

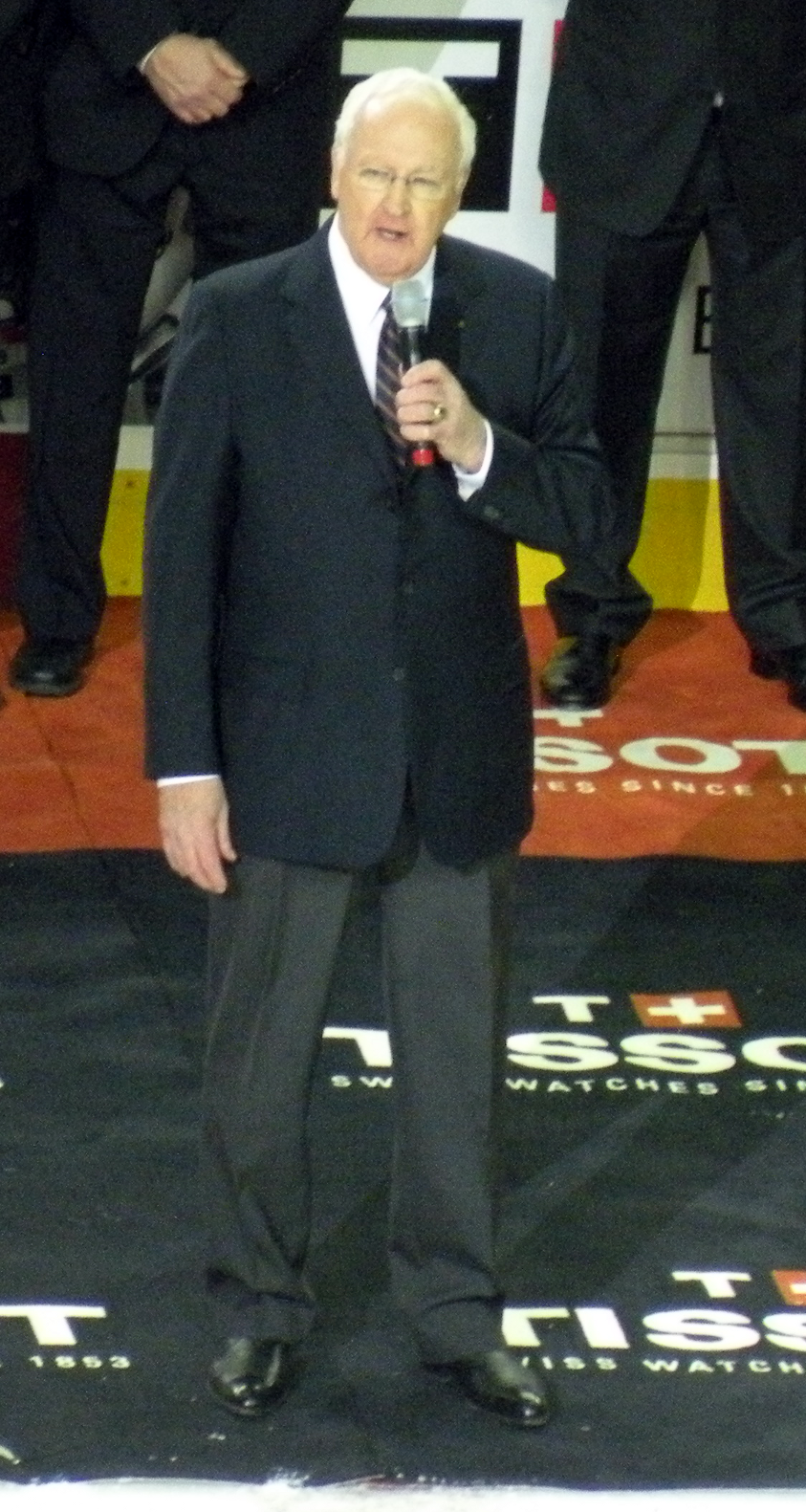
マレー・コステロ

- 7月7日 - ロバート・アーサー・ウィリアムズ（英語版）：政治家（* 1933年）
- 7月7日 - クロード・フェラーニュ（英語版）：陸上競技選手 (走高跳)（* 1952年）
- 7月24日 - レオ・バーク：プロレスラー（* 1948年）
- 7月27日 - マレー・コステロ（英語版）：アイスホッケー選手、カナダアマチュアホッケー協会（英語版）幹部、ホッケーの殿堂、カナダ勲章（* 1934年）

### 8月
- 8月14日 - デニス・ガニョン（英語版）：女優（* 1936年）
- 8月30日 - ミシェル・ファッツァーリ（英語版）：レスリング選手（* 1987年）

### 9月
- 9月10日 - パトリック・ボルジャー（英語版）：レスリング、柔道選手（* 1948年）
- 9月11日 - スティーブン・ピート（英語版）：アイスホッケー選手 (RW)（* 1980年）
- 9月12日 - フランク・オベル・シニア（英語版）：政治家、森林大臣（* 1932年）
- 9月15日 - ジャック・アイヴス：地理学者、山岳環境研究者（* 1931年）
- 9月24日 - フランシス・フォックス（英語版）：政治家、国務長官、通信大臣（* 1939年）

### 10月
- 10月2日 - ケン・トバイアス（英語版）：シンガーソングライター（* 1945年）
- 10月2日 - ダニエル・ピナード（英語版）：ラジオ・テレビ司会者、作家（* 1942年）
- 10月11日 - マイク・ブラード（英語版）：コメディアン（* 1957年）
- 10月12日 - アルビン・レイコフ（英語版）：映画・テレビ監督（* 1927年）
- 10月15日 - ジャーナリスト（英語版）：ジャーナリスト、雑誌編集者（* 1932年）
- 10月16日 - ウィット・タッカー（英語版）：フットボール選手、カナディアンフットボール殿堂（* 1940年）
- 10月18日 - モー・ルメイ（英語版）：アイスホッケー選手 (LW)、NHL通算82得点・94アシスト（* 1962年）
- 10月18日 - ドナルド・B・レッドフォード（英語版）：エジプト学者、考古学者（* 1934年）
- 10月20日 - ピート・コナチャー（英語版）：アイスホッケー選手 (LW)（* 1932年）
- 10月21日 - ミミ・ハインズ（英語版）：女優、歌手（* 1933年）
- 10月25日 - ビル・ヘイ（英語版）：アイスホッケー選手 (C)、ホッケーの殿堂、NHL通算506試合出場（* 1935年）

### 11月

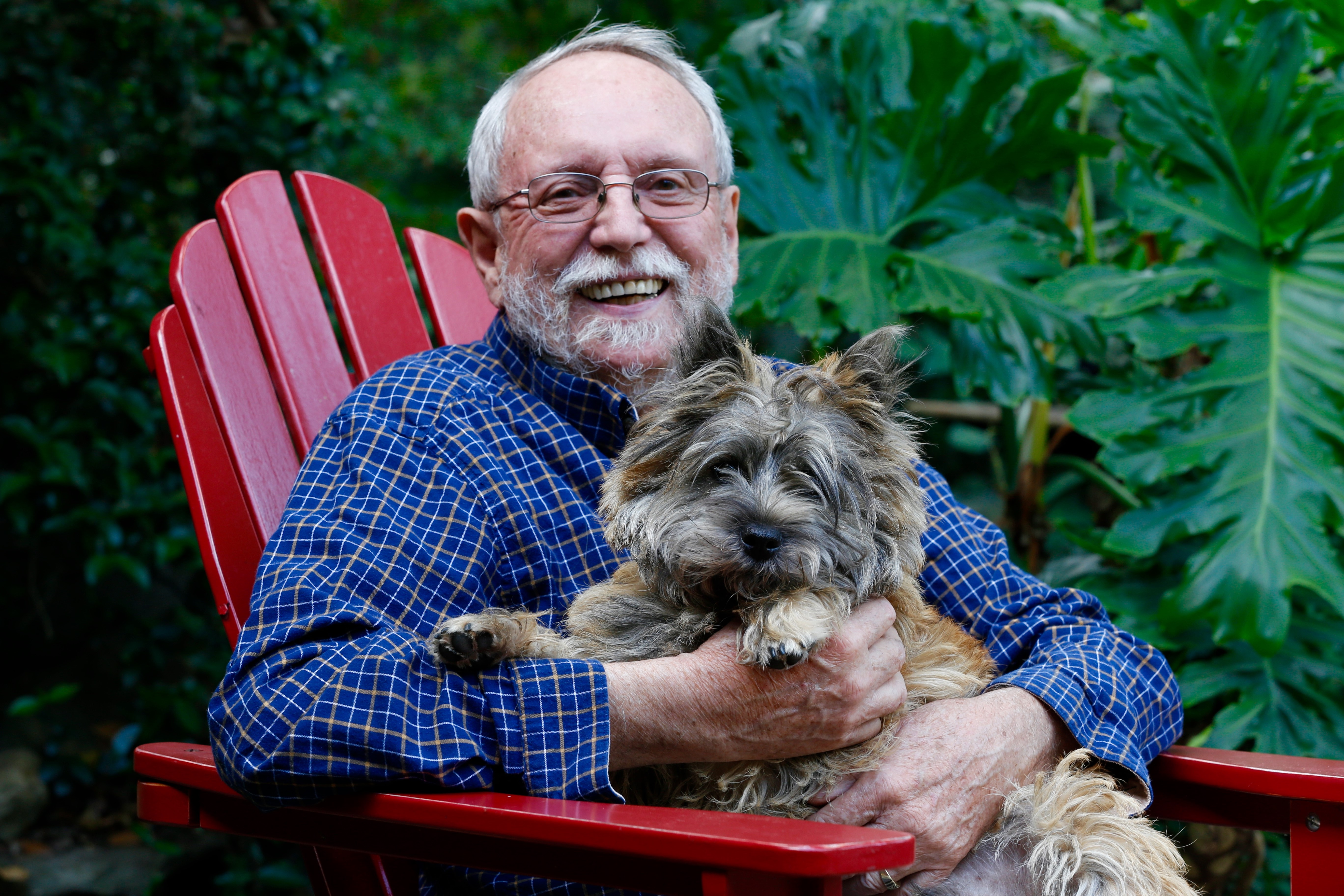
マイケル・ルース

- 11月1日 - マイケル・ルース：科学哲学者（* 1940年）
- 11月4日 - ジェームズ・ペントン（英語版）：歴史家、作家（* 1932年）
- 11月4日 - ゲイリー・コーマック（英語版）：車いすカーリング選手、2006年トリノパラリンピック金メダリスト（* 1950年）
- 11月4日 - マレー・シンクレア（英語版）：政治家（* 1951年）
- 11月12日 - ジョン・ホーガン（英語版）：政治家、外交官（* 1959年）
- 11月13日 - ダン・ヘネシー：俳優、声優（* 1942年）
- 11月15日 - トム・フォレスタル（英語版）：画家（* 1936年）
- 11月20日 - チャド・ポスチュマス（英語版）：バスケットボール選手 (C)（* 1991年）
- 11月22日 - リチャード・J・スコット（英語版）：法学者（* 1938年）
- 11月24日 - 葉嘉瑩：中国系カナダ人の中国文学者、詩人、詞人、作家、教育者（* 1924年）

### 12月
- 12月2日 - ルイーズ・コトノワール（英語版）：作家（* 1948年）
- 12月10日 - マドレーヌ・アーバー（英語版）：デザイナー、画家、ジャーナリスト（* 1923年）
- 12月19日 - ロバート・ポール：フィギュアスケート選手、1960年スコーバレーオリンピックペア金メダリスト（* 1937年）
- 12月23日 - アンガス・マキンズ（英語版）：俳優（* 1947年）
- 12月26日 - ロバート・ボールドウィン：日本で活動するタレント、俳優、声優、翻訳家（* 1965年）
- 12月27日 - デイル・ハドン（英語版）：モデル、女優（* 1948年）